# Ray Crawford (Fußballspieler)
Raymond „Ray“ Crawford (* 13. Juli 1936 in Portsmouth) ist ein ehemaliger englischer Fußballspieler. Der Stürmer gewann 1962 mit Ipswich Town die englische Meisterschaft und ist mit 288 Pflichtspieltreffern der Spieler mit den meisten Toren in Ipswichs Vereinsgeschichte.

## Sportlicher Werdegang

### Anfänge: FC Portsmouth (1954–58)
Crawford wurde als ältestes von vier Kindern in der südenglischen Küstenstadt Portsmouth geboren. Das Fußballspielen erlernte er in den heimischen Schulmannschaften und als er später seinen Wehrdienst in Malaysia ableistete, wurde ihm dort der Spitzname „Jungle Boy“ verliehen, unter dem er später im Fußball bekannt sein sollte. In seiner Heimatstadt schloss er sich schließlich dem FC Portsmouth an und in der Saison 1957/58 absolvierte er erste Einsätze in der First Division. Er debütierte beim 0:0 im ersten Saisonspiel gegen den FC Burnley und das erste Jahr verlief mit Ausnahme einer dreimonatigen Verletzungspause (in Folge eines gebrochenen Knöchels) mit neun Toren in 19 Ligapartien äußerst erfolgreich. Der Klub hatte dabei den Abstieg jedoch nur knapp vermieden und im Sommer 1958 wurde Trainer Eddie Lever entlassen. Lever soll dem früheren Arbeitgeber nach seiner Demission noch den Rat gegeben zu haben, auf keinen Fall Crawford zu verkaufen. Jedoch hielten sich die Verantwortlichen nicht daran und kurz nach Beginn der anschließenden Spielzeit ließ ihn Levers Nachfolger Freddie Cox für 6.000 Pfund zum Zweitligisten Ipswich Town ziehen.

### Sportlicher Zenit: Ipswich Town (1958–63)
In dem Team des späteren Weltmeistertrainers Alf Ramsey entwickelte sich Crawford schnell zu Ipswichs Toptorjäger. Das Zusammenspiel mit dem ebenfalls treffsicheren Stürmerkollegen Ted Phillips war bei Gegnern sehr gefürchtet und die beiden gingen als „Terrible Twins“ (Furchtbare Zwillinge) in die englische Fußballgeschichte ein. Neben Phillips, der vor allem durch seine außergewöhnliche Schusshärte auffiel, hatte Crawford den Ruf, auch aus sogenannten „Halbchancen“ Torgefahr entstehen zu lassen. Crawford verfügte über ein überdurchschnittlich gutes Kopfballspiel und er galt allgemein als einer der besten „Strafraumstürmer“ seiner Zeit. Als Ipswich in der Saison 1960/61 die Zweitligameisterschaft gewann und damit in die höchste englische Spielklasse aufstieg, steuerte Crawford 39 Treffer zum Erfolg bei und wurde damit gleichzeitig Torschützenkönig. Ein Jahr später gewann er erneut die Torjägerkrone, nun in der ersten Liga – seine Ausbeute von 33 Toren egalisierte Derek Kevan von West Bromwich Albion. Damit ging jedoch nicht nur ein persönlicher Erfolg für ihn einher, denn die Mannschaft gewann darüber hinaus völlig überraschend die englische Meisterschaft. Crawfords hoher Stellenwert in der Mannschaft wurde auch dadurch unter Beweis gestellt, dass das einzige Saisonspiel, in dem er fehlte, mit 0:5 bei Manchester United verloren ging. Ebenfalls in diese Spielzeit fielen Crawfords beiden einzigen Einsätze in der englischen A-Nationalmannschaft. Er war dabei der erste Akteur aus den Reihen von Ipswich Town, der bei den „Three Lions“ Berücksichtigung fand. Bei seinem Einstand am 22. November 1961 gegen Nordirland (1:1) bereitete er das englische Tor von Bobby Charlton vor und am 4. April 1962 erzielte er einen Treffer zum 3:1-Freundschaftsspielsieg gegen Österreich. Es blieben die einzigen Auftritte für England, aber für Ipswich sorgte er im Europapokal der Landesmeister beim 10:0 im Rückspiel gegen den FC Floriana aus Malta mit fünf Toren für einen britischen Rekord, den erst Peter Osgood vom FC Chelsea einstellte. In der heimischen Liga ging es jedoch für Ipswich sportlich bergab und bereits im September 1963 ließ Ipswich Crawford erstaunlicherweise zu den etwas besser platzierten Wolverhampton Wanderers ziehen.

### Karriereherbst (1963–71)
Bei den „Wolves“ wusste Crawford mit 41 Toren in 61 Pflichtspielen zu überzeugen, aber kurz vor dem drohenden Abstieg wechselte er im Februar 1965 weiter zum Lokalrivalen West Bromwich Albion. Bei „WBA“ setzte er sich jedoch nicht durch, so dass er sich nach einem Jahr zur Rückkehr zu Ipswich Town, das mittlerweile in die Zweitklassigkeit abgestiegen war, entschloss. Er verbrachte drei weitere Jahre an der Stätte seines größten Erfolgs und schraubte seine Torausbeute auf 228 in insgesamt 354 Pflichtspielen, womit er sich zum besten Torjäger in der Vereinsgeschichte aufschwang. Im März 1969 zog er weiter zu Charlton Athletic, woran sich kurze Zeit später ein Engagement beim Amateurklub Kettering Town anschloss. Im Juni 1970 kehrte er zum Profifußball zurück und spielte fortan für das unterklassige Colchester United. Dort gelangen ihm 24 Tore in 45 Ligaspielen, aber weitaus bekannter waren seinen beiden Treffer im Februar 1971 zum 3:2-Sensationssieg im FA Cup gegen den Vizemeister Leeds United. Danach ließ er mit einem Kurzengagement in Südafrika bei Durban City seine aktive Laufbahn ausklingen.

### Nach der aktiven Karriere
Ab 1972 arbeitete er zunächst für Brighton & Hove Albion als Jugendtrainer, bis dann Brian Clough hauptverantwortlich bei dem Klub wurde. Später war er ebenfalls im Nachwuchsbereich und als Assistent von Jimmy Dickinson bei seinem Heimatklub FC Portsmouth tätig; dazu gesellte sich ein Engagement in Neuseeland beim FC Eden. Als Cheftrainer arbeitete er im Amateurbereich für Fareham Town und Winchester City, bevor er 1984 dem Fußballgeschäft den Rücken kehrte. Im Jahr 2007 veröffentlichte er seine Autobiografie mit dem Titel Curse of the Jungle Boy.

## Titel/Auszeichnungen
- Englische Meisterschaft (1): 1962
- Englischer Torschützenkönig (2): 1961 (2. Liga), 1962 (1. Liga, gemeinsam mit Derek Kevan)